# Goniothalamus yunnanensis
Goniothalamus yunnanensis är en kirimojaväxtart som beskrevs av Wen Tsai Wang. Goniothalamus yunnanensis ingår i släktet Goniothalamus och familjen kirimojaväxter. Inga underarter finns listade i Catalogue of Life.